# Pietà dei Turchini
Crkva Pietà dei Turchini vjerska je građevina u Napulju, Italija. Manju crkvu, koja se nalazi na Rua Catalana, izvorno je sagradila Bratovština Incoronatella 1592–1595. Ova je crkva bila gotovo uništena eksplozijom u Castel Nuovu 1638. Ponovno je sagrađena 1638.-1639., i preimenovana u Santa Maria Incoronatella della Pietà dei Turchini kada je dobila kupolu. Pročelje je dovršio Bartolomeo Vecchione 1769–70.

## Opis
Unutrašnjost sadrži dvije slike, uključujući Otkriće pravog križa svete Helene, Luce Giordana u trećoj kapeli desno, uključujući Polaganje; Sveta obitelj (1617.) Battistella Caracciola. Velika kapela desnog transepta ima oltarne slike Giacoma Farellija, koje prikazuju Rođenje i Smrt Djevice. U njemu se nalazi izložba Mrtvog Krista od strane anđela Crescenza Gambe. Stropna platna, koja su naslikali Marulli i Annella di Massimo, uklonjena su u prošlim stoljećima.
Bratovština, također poznata kao Kongregacija ''Bianchi dell'Oratorio'' po bijelim haljinama koje nose članovi, bila je uključena u dobrobit djece bez roditelja napuštene u obližnjoj crkvi Incoronatella u Rua Catalana. S vremenom su se, tražeći više prostora, preselili ovamo preko Medine, osnovavši sirotište, ovu crkvu i aneksirani konzervatorij (tal. Conservatorio della Pietà dei Turchini). Ime potječe od tirkizne tunike koju su nosila siročad, koja su se ovdje čuvala.
Sirotište je podučavalo djecu umjetnosti, posebno glazbi i pjevanju, a Konzervatorij je proizvodio ili je bio povezan s majstorima talijanske glazbe. Među njegovim učenicima bili su Scarlatti, Giovanni Paisiello i Giovan Battista Pergolesi. Iako sirotišta više nema, zgrada se koristi za koncerte, uključujući zakladu Centro di Musica Antica Pietà de' Turchini, koja je specijalizirana za izvođenje klasične napuljske glazbe, uključujući djela koja su povijesno povezana s konzervatorijem povezanim s ovom crkvom i kompleksom sirotišta.

## Galerija
- Jedan od dva bočna oltara.
- Glavni oltar

## Vanjske poveznice
|  | Zajednički poslužitelj ima još gradiva o temi Pietà dei Turchini |